# Nevéjkino
Nevéjkino (en rus: Невежкино) és un poble de l'óblast de Saràtov, a Rússia, segons el cens del 2010 tenia 514 habitants. Pertany al districte municipal de Líssie Gori.